# Epinecrophylla
Epinecrophylla és un gènere d'ocells de la família dels tamnofílids (Thamnophilidae). Agrupa espècies natives de l'Amèrica tropical (Neotròpic), les àrees de distribució de les quals es troben des d'Hondures a través d'Amèrica Central i del Sud fins al sud-est del Perú, nord de Bolívia i sud de l'Amazònia brasilera, però principalment a la conca de l'Amazonas.

## Descripció
Les espècies d'aquest gènere són ocells petits, de cues força curtes, mesurant entre 10 i 11,5 cm de longitud, que prefereixen el dens sotabosc de boscos humits de baixa altitud, on es mouen ràpidament, són tímids i difícils de veure. Es caracteritzen per buscar l'aliment en fulles mortes penjants.

## Ecologia
Els membres del gènere Epinecrophylla solen especialitzar-se en l'extracció d'insectes i aranyes de grups de fulles mortes penjants, alimentant-se d'aquesta manera durant més del 75% del temps. Mentre s'alimenten tenen mètodes estereotipats per manipular les fulles amb el bec i els peus; per contra, els membres de Myrmotherula tendeixen a caçar preses a les superfícies de fulles, tiges, branquetes, molses i vinyes, i cap d'aquests ocells s'especialitza i manipula les fulles mortes, encara que de vegades les sondegen amb el bec. Una altra característica d'Epinecrophylla sembla ser el niu en forma de cúpula amb entrada lateral o obliqua; tres de les espècies tenen aquesta característica, mentre que no es coneixen els comportaments de nidificació dels altres membres del gènere.

## Taxonomia i etimologia
Diversos autors van suggerir que el gènere Myrmotherula no era monofilètic, un dels grups que van ser identificats com a diferent del Myrmotherula veritable va ser el grup haematonota, els membres del qual comparteixen similituds de plomatge, d'hàbits d'alimentació i de vocalització. Finalment, anàlisis filogenètiques de la família conduïdes per Isler et al. (2006), incloent-hi sis espècies del grup haematonota i més dotze de Myrmotherula, van trobar que els dos grups no estaven agermanats. Per a aquell grup va ser descrit el present gènere Epinecrophylla. La separació en el nou gènere va ser aprovada per la Proposta N° 275 al Comitè de Classificació de Sud-americà (SACC) al maig de 2007.
El nom genèric Epinecrophylla es compon de les paraules del grec antic «epi» que significa “sobre”, «nekros» que significa “mort”, i «phullon» que significa “fulla”, reflectint la forta predilecció de les espècies d'aquest gènere per buscar insectes en fulles mortes penjants.
Segons la Classificació del Congrés Ornitològic Internacional (versió 14.2, 2024) aquest gènere està format per 8 espècies:
- formigueret lleonat - (Epinecrophylla fulviventris).
- formigueret ventrebrú - (Epinecrophylla gutturalis).
- formigueret ullblanc - (Epinecrophylla leucophthalma).
- formigueret gorjatacat occidental - (Epinecrophylla haematonota).[nota 1][6][7][8]
- formigueret gorjatacat oriental - (Epinecrophylla amazonica).[nota 2][6][9][8][5][1][10]
- formigueret dels turons - (Epinecrophylla spodionota).
- formigueret ornat - (Epinecrophylla ornata).
- formigueret cua-rogenc - (Epinecrophylla erythrura).